# Karl Christ (Heimatforscher)
Karl Christ, auch Carl Christ (* 23. November 1841 in Karlsruhe; † 29. Mai 1927 in Ziegelhausen bei Heidelberg), war ein deutscher Heimatforscher und Privatgelehrter.
Karl Christ war der Sohn des Juristen Anton Christ (1800–1880) und wuchs mit seinem Bruder Gustav Christ (1845–1918) in Karlsruhe, Frankfurt und Heidelberg auf. Er studierte Chemie, Jura und Volkswirtschaft an der Universität Heidelberg, jedoch ohne Abschluss. Er beschäftigte sich sein Leben lang als Privatgelehrter mit der Geschichte von Heidelberg und seiner Kurpfälzer Umgebung. 1860 entdeckte er die Überreste der Ringwälle auf dem Heiligenberg. 1890 wurde er Mitglied der Kommission für die Geschichte der Stadt Heidelberg und gab mit Albert Mays bis zu seinem Tode das Neue Archiv für die Geschichte der Stadt Heidelberg und der rheinischen Pfalz (später: Neues Archiv für die Geschichte der Stadt Heidelberg und der Kurpfalz) heraus. Im November 1921 verlieh ihm die Universität Heidelberg den Titel eines Dr. phil. h. c. Er war Ehrenmitglied des Mannheimer Altertumsvereins und des Odenwaldklubs.
Er lebte in Ziegelhausen, wo er auch starb und auf dem Friedhof beerdigt wurde. Die Straße, in der er wohnte, wurde Karl-Christ-Straße benannt.

## Veröffentlichungen (Auswahl)
- Aus dem Heidelberger Lapidarium 1. Heidelberg 1908.
- Aus dem Odenwald. Buchen 1921.
- Chronik von Ziegelhausen und dem Centwald. Feyel, Mannheim 1923.
- Heimatkunde von Ziegelhausen bei Heidelberg und der Bergsträßer Allmendwald. Weiß'sche Universitätsbuchhandlung, Heidelberg 1926.